# Oleacinidae
Oleacinidae ist der Name einer Familie von Schnecken aus der Unterordnung der Landlungenschnecken (Stylommatophora). Es handelt sich um räuberisch lebende Formen, die sich vor allem von anderen Schnecken ernähren. Sie sind in Mittelamerika und Südamerika verbreitet.

## Merkmale
Die Gehäuse sind relativ groß und spindelförmig. Die Tiere können sich noch vollständig in das Gehäuse zurückziehen. Die Außenseite weist deutliche Anwachsstreifen auf. Meist sind die Gehäuse bräunlich. Die Lippen am Kopf sind meist stark verlängert und sehen wie ein drittes Tentakelpaar aus.

## Vorkommen und Lebensweise
Die Familie ist in den Tropen und Subtropen Mittelamerikas und Südamerikas verbreitet. Diese Schnecken leben räuberisch vor allem von anderen Schnecken. Die Beute wird mit dem Fuß festgehalten und mit Drüsen am Fuß werden dann Löcher in das Gehäuse des Opfers geätzt. Anschließend wird die Beute mit Hilfe der Radula gefressen. Andere Arten verschlingen kleinere Schnecken ganz oder beißen größere Stücke aus dem Weichkörper.

## Systematik
Die Familie Oleacinidae wird zur Überfamilie Testacelloidea gerechnet. Die Familie wird nach Bouchet und Rocroi (2005) in drei Unterfamilien Oleacininae Adams & Adams, 1855, Euglandininae Baker, 1941 und Varicellinae Baker, 1941 untergliedert. Nach der Systematik von Thompson (2010) werden jedoch die Euglandininae mit der bekannten Rosigen Wolfsschnecke (Euglandina rosea) zu den Spiraxidae gezählt.
- Oleacinidae Adams & Adams, 1855
  - Unterfamilie Oleacininae Adams & Adams, 1855
    - Gattung Oleacina Röding, 1798
    - Gattung Oryzosoma Pilsbry, 1891
    - Gattung Rectoleacina Pilsbry, 1907
    - Gattung Strebelia Crosse & Fischer, 1868
    - Gattung Palaeoglandina Wenz, 1914
    - Gattung Pseudoleacina Wenz, 1914

  - Unterfamilie Varicellinae Baker, 1941
    - Gattung Varicella L. Pfeiffer, 1856
    - Gattung Glandinella L. Pfeiffer, 1878
    - Gattung Laevaricella Pilsbry, 1907
    - Gattung Melaniella L. Pfeiffer, 1857
    - Gattung Sigmataxis Pilsbry, 1907